# Na Kyung-won

Na Kyung-won (2021)

Na Kyung-won (* 6. Dezember 1963 in Seoul, Südkorea) ist eine konservative südkoreanische Politikerin und ehemaliges Mitglied der Gukhoe, wo sie den Dongjak-gu, einen südlichen Bezirk der Stadt Seoul vertrat. Na gehört der Mirae-tonghap-Partei an. Vor ihrem Gang in die Politik war sie Richterin.

## Werdegang
Na studierte an der Seoul National University Rechtswissenschaft und begann 1995 als Richterin zu arbeiten. Während der Präsidentschaftswahl in Südkorea 2002 arbeitete sie für Lee Hoi-changs Wahlkampagne. Von 2004 bis 2011 hatte Na ein Mandat in der Gukhoe inne. Als Oh Se-hoon als Bürgermeister von Seoul zurücktrat, bewarb sich Na um dessen Nachfolgewaer. Sie musste sich in dem Rennen aber Park Won-soon geschlagen geben. 
In den 2020er Jahren war die Politikerin Vorsitzende des Vorbereitungskomitees der Special Olympics World Winter Games 2013. 2013 wurde Na zur in das Internationale Paralympische Komitee gewählt.
2014 kehrte Na in die Gukhoe zurück und wurde im Dezember 2018 zur Fraktionsvorsitzenden der konservativen Oppositionspartei Jayu-hanguk-Partei (Vorläuferpartei der Mirae-tonghap-Partei) gewählt. Damit war sie die erste weibliche Fraktionsvorsitzende des Landes.
Im Zuge der Parlamentswahl in Südkorea 2020 fand Nas Wahlkampf gegen ihre Herausforderin von der Deobureo-minju-Partei Lee Soo-jin medial viel Beachtung. Während der COVID-19-Pandemie in Südkorea, welche in den südkoreanischen Wahlkampf fiel, half Na mit die Straßen zu desinfizieren. Am 26. März 2020 meldete sie ihre erneute Kandidatur offiziell an. Sie verlor ihre Wiederwahl am 15. April und hat das Parlament Ende Mai zu dessen konstituierender Sitzung verlassen.
Na spricht sich im Angesicht der Bedrohung durch Nordkorea für die Stationierung amerikanischer Kernwaffen in Südkorea aus.